# Maider Tellería
Maider Tellería, född den 14 juli 1973 i San Sebastián, Spanien, är en spansk landhockeyspelare.
Hon tog OS-guld i damernas landhockeyturnering i samband med de olympiska landhockeytävlingarna 1992 i Barcelona.